# Championnat du monde d'attelage en paire
Les championnats du monde d'attelage en paire délivrent tous les deux ans un titre de champion du monde individuel et un titre de champion du monde par équipe nationale.  

## Histoire
La première édition de la compétition a eu lieu en 1983.

## Palmarès
| Année | Lieu                      | par équipe           | par équipe           | par équipe           | en individuel           | en individuel             | en individuel         |
| ----- | ------------------------- | -------------------- | -------------------- | -------------------- | ----------------------- | ------------------------- | --------------------- |
| 2015  | Fábiánsebestyén (Hongrie) | Hongrie              | Italie               | Allemagne            | Vilmos Lázár (HUN)      | Zoltán Lázár (HUN)        | Jozsef Dibak (ITA)    |
| 2013  | Topoľčianky (Slovaquie)   | Hongrie              | Allemagne            | Pays-Bas             | Vilmos Lázár (HUN)      | Sebastian Warneck (GER)   | Zoltán Lázár (HUN)    |
| 2011  | Conty (France)            | Pays-Bas             | Allemagne            | France               | Carola Diener (GER)     | Stéphane Chouzenoux (FRA) | Tom Engbers (NED)     |
| 2009  | Kecskemet (Hongrie)       | Pays-Bas             | Hongrie              | Allemagne            | Harrie Verstappen (NED) | Beat Schenk (SUI)         | Zoltán Lázár (HUN)    |
| 2007  | Warka (Pologne)           | Allemagne            | Hongrie              | Pays-Bas             | Vilmos Lázár (HUN)      | Sebastian Warneck (GER)   | Károly Hódi (HUN)     |
| 2005  | Wals-Salzburg (Autriche)  | Autriche             | Hongrie              | Allemagne            | Rainer Pointl (AUT)     | Károly Hódi (HUN)         | Vilmos Lázár (HUN)    |
| 2003  | Haras de Jardy (France)   | Hongrie              | Pologne              | Pays-Bas             | Riny Rutjens (NED)      | Pierre Jung (FRA)         | Roman Kusz (POL)      |
| 2001  | Riesenbeck (Allemagne)    | Hongrie              | Pays-Bas             | Allemagne            | Vilmos Lázár (HUN)      | Frederico de Beck (POR)   | Zoltán Nyúl (HUN)     |
| 1999  | Kecskemet (Hongrie)       | Hongrie              | Allemagne            | Autriche             | Vilmos Lázár (HUN)      | Zoltán Lázár (HUN)        | Zoltán Nyúl (HUN)     |
| 1997  | Riesenbeck (Allemagne)    | Royaume-Uni          | Autriche             | Pays-Bas             | Zoltán Lázár (HUN)      | Riny Rutjens (NED)        | Matthias Jürgen (GER) |
| 1995  | Poznań (Pologne)          | France               | Pologne              | Suisse               | Mieke van Tergouw (NED) | Schepper Horst (GER)      | Patrick Greffer (FRA) |
| 1993  | Gladstone (États-Unis)    | Autriche             | Allemagne            | Pologne              | Georg Moser (AUT)       | Vilmos Lázár (HUN)        | Horst Schepper (GER)  |
| 1991  | Zwettl (Autriche)         | États-Unis           | Allemagne            | Pologne              | Werner Ulrich (SUI)     | Eckhard Meyer (GER)       | Roman Kutz (POL)      |
| 1989  | Balatonfenyves (Hongrie)  | Hongrie              | Autriche             | Pologne              | Udo Hochgeschurz (CAN)  | Werner Ulrich (SUI)       | Feher Mihaly (HUN)    |
| 1987  | Riesenbeck (Allemagne)    | Allemagne de l'Ouest | Hongrie              | Pologne              | Lászlo Kecskeméti (HUN) | Rajmund Wodkowski (POL)   | Ekkert Meinecke (RFA) |
| 1985  | Sandringham (Allemagne)   | Suisse               | Allemagne de l'Ouest | Royaume-Uni          | Ekkert Meinecke (RFA)   | Heiner Merk (SUI)         | Art De Leeuw (NED)    |
| 1983  | Montemaggiore (Italie)    | Pays-Bas             | Suisse               | Allemagne de l'Ouest | Paul Gregory (GBR)      | H.r. Rieper (RFA)         | Heiner Merk (SUI)     |